# Колвил (Вашингтон)
Колвил (енгл. Colville) град је у америчкој савезној држави Вашингтон. По попису становништва из 2010. у њему је живело 4.673 становника.

## Демографија
Према попису становништва из 2010. у граду је живело 4.673 становника, што је 315 (6,3%) становника мање него 2000. године.
| Група             | 2000.         | 2010.         |
| Белци             | 4.571 (91,6%) | 4.219 (90,3%) |
| Афроамериканци    | 8 (0,2%)      | 7 (0,1%)      |
| Азијати           | 25 (0,5%)     | 44 (0,9%)     |
| Хиспаноамериканци | 117 (2,3%)    | 179 (3,8%)    |
| Укупно            | 4.988         | 4.673         |